# Sterlina sudafricana
La sterlina sudafricana (in inglese: South African pound; in afrikaans: Suid-Afrikaanse pond) è stata la valuta del Sudafrica dal 1825 fino al 1961. Era suddivisa in 20 shilling e in 240 pence. Il simbolo era quello della sterlina britannica (£); per i sottomultipli i simboli utilizzati erano la "s" per lo schilling e la "d" per il penny.

## Storia
Nel 1825, un'ordinanza imperiale stabilì che la sterlina sarebbe diventata la valuta avente corso legale in tutte le colonie britanniche. La sterlina era allora suddivisa in 20 shillings, e questi a loro volta suddivisi in 12 pence ciascuno.
A quel tempo, l'unica colonia britannica nell'Africa meridionale era la Colonia del Capo, dove la valuta britannica sostituì quindi quella olandese. Con il passare del tempo la sterlina con i suoi sottomultipli diventò la valuta di tutti i territori britannici nell'Africa meridionale. Prima dell'unificazione del Sudafrica, infatti, diverse autorità emisero monete e banconote denominati in sterline locali, equivalenti a quella britannica.
La Repubblica del Transvaal, lo stato boero che nel 1902 sarebbe diventato la Colonia del Transvaal, aveva emesso banconote dal 1867 al 1902 e monete dal 1892 al 1902. Le monete d'oro erano denominate in pond anziché in pound.
Nel 1920 il Tesoro del Sudafrica emise certificati aurei (gold certificate notes). L'anno seguente fu fondata la South African Reserve Bank come unica autorità per l'emissione delle banconote. Le monete furono emesse dal 1923. La sterlina sudafricana rimase agganciata alla sterlina britannica per tutta la sua esistenza, ad eccezione di un breve periodo in seguito all'abbandono del sistema aureo da parte del Regno Unito nel 1931. Quando il Regno Unito abbandonò il gold standard nel settembre 1931, il Canada seguì rapidamente l'esempio, essendo esattamente sotto la medesima pressione. La contrazione della massa monetaria negli USA aveva generato il flusso di una grande quantità di lingotti d'oro verso ovest attraverso l'oceano Atlantico, e verso sud negli Stati Uniti. La situazione in Sudafrica era differente, in quanto l'esportazione di oro verso Londra era un grande affare. Secondo quanto riportato nella biografia di Jan Smuts, i Nazionalisti vollero specificatamente considerare l'importanza di non seguire automaticamente l'esempio del Regno Unito, e si accorsero di essere in una posizione di forza per poterlo fare. Per il Regno Unito e il Canada un deflusso di oro era visto come una perdita d'oro, mentre per il Sudafrica lo stesso era visto come un'attività redditizia. L'effetto della continua permanenza al sistema aureo da parte del Sudafrica, tuttavia, non fu quello che Hertzog avrebbe potuto sperare. Il valore della sterlina sudafricana aumentò infatti drammaticamente nei confronti della sterlina britannica, e questo portò praticamente alla paralisi delle esportazioni auree sudafricane da un giorno all'altro. Nel 1933 Hertzog abbandonò il sistema aureo e la sterlina sudafricana tornò alla parità con quella britannica. Il sollievo si fece sentire quasi immediatamente.
La sterlina sudafricana fu sostituita dal rand sudafricano nel 1961 con il cambio di 2 rand per 1 sterlina. Tale rapporto fu valido fino alla svalutazione della sterlina britannica nel 1967, quando il Sudafrica non svalutò la propria valuta.

## Monete

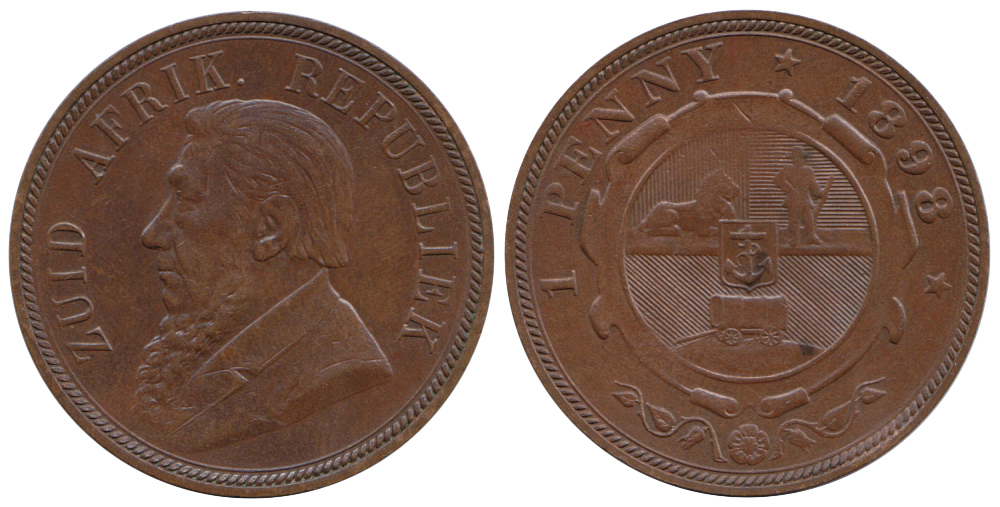
Moneta da 1 penny del 1898. Repubblica del Transvaal.

Nel 1892 la Repubblica del Transvaal introdusse monete nel taglio di 1, 3 e 6 pence, 1, 2, 2½ e 5 shilling, ½ e 1 sterlina. Le ultime di queste monete furono emesse nel 1900, con l'eccezione delle monete da 1 sterlina emesse nel 1902.
Dal 1923 l'Unione Sudafricana emise monete in tagli da ¼, ½, 1, 3 e 6 pence, 1, 2 (inizialmente denominate florin) e 2½ shilling, ½ e 1 sovrana. Tali monete avevano lo stesso peso delle corrispondenti britanniche, ma quelle d'argento (i tagli dai 3 pence ai 2½ shilling) erano coniate con titolo di 800 millesimi. Le monete d'oro furono coniate fino al 1932.
Nel 1947 furono introdotte monete da 5 shilling, con alcune occasionali varianti commemorative. Nel 1951 la monetazione argentea passò al titolo di 500 millesimi. Dal 1952 furono emesse monete d'oro da ½ e 1 sterlina, con le stesse specifiche delle monete da ½ e 1 sovrana.
Tutte le monete avevano sul retro il monarca britannico, con i titoli in latino, mentre il fronte riportava la denominazione e la scritta "Sudafrica" in inglese e afrikaans.

## Banconote
Il governo della Colonia del Capo emise banconote da 1 sterlina nel 1835 e da 20 sterline nel 1834. Tra il 1869 e il 1872 la Repubblica del Transvaal emise banconote da 6 pence, 1, 2½, 5 e 10 shilling, 1, 5 e 10 sterline. La Banca Nazionale della Repubblica del Transvaal emise banconote da 1 sterlina tra il 1892 e il 1893. Durante la seconda guerra boera, il governo emise banconote in tagli da 1, 5, 10, 20, 50 e 100 sterline.
Nel 1920 furono emessi dal Tesoro certificati aurei (gold certificate notes) in tagli da 1, 5, 100, 1 000 e 10 000 sterline. Dal 1921 la South African Reserve Bank assunse il controllo sull'emissione della cartamoneta, introducendo banconote da 10 shilling, 1, 5, 20 e 100 sterline. Le banconote da 20 sterline furono emesse fino al 1933, mentre nel 1943 si aggiunsero anche il taglio da 10 sterline.
Tutte le banconote erano bilingue in inglese e afrikaans. Dal 1948 di ciascuna banconota furono emesse due varianti, una con le scritte inglesi seguite da quelle afrikaans e l'altra viceversa.